# Felipe Calderón
Felipe de Jesús Calderón Hinojosa (Morelia, 18 de agosto de 1962) es un abogado y político mexicano que se desempeñó como presidente de México desde el 1 de diciembre de 2006 hasta el 30 de noviembre de 2012. Fue miembro del Partido Acción Nacional (PAN) durante treinta años antes de abandonarlo en noviembre de 2018.
Felipe Calderón reconoció en febrero de 2022 que fue nombrado presidente de la Comisión de Medio Ambiente y Sustentabilidad en la Federación Internacional de Automovilismo.
Antes de la presidencia, Calderón obtuvo dos maestrías y siguió trabajando dentro del PAN mientras era un importante partido de la oposición. Calderón se desempeñó como presidente nacional del partido, diputado federal y secretario de Energía en el gabinete de Vicente Fox. Sirvió en el gabinete de dicha administración hasta que renunció para postularse para la Presidencia y aseguró la nominación de su partido.
En las elecciones presidenciales de 2006, se postuló como candidato del PAN. Después de una campaña acalorada y un proceso electoral controvertido, los resultados oficiales del Instituto Federal Electoral le dieron a Calderón una pequeña ventaja (menos del 1% del total de votos) por encima del candidato del PRD Andrés Manuel López Obrador. Mientras López Obrador y el PRD cuestionaron los resultados y pidieron un recuento completo de los votos, la victoria de Calderón se confirmó meses después, el 5 de septiembre de 2006, por el Tribunal Federal Electoral. La ceremonia de inauguración de Calderón en el Congreso de la Unión fue tensa y duró menos de cinco minutos, ya que solo recitó el juramento del cargo mientras los legisladores del PRD gritaban en protesta por el presunto fraude electoral, y luego abandonó rápidamente el edificio por razones de seguridad. Algunos de los legisladores se involucraron en peleas violentas.
Su presidencia estuvo marcada por el inicio de la Guerra contra el Narcotráfico, que comenzó casi inmediatamente después de que asumió el cargo, y fue considerada por muchos observadores como una estrategia para ganar legitimidad popular para el nuevo presidente después de las complicadas elecciones. Calderón aprobó la Operación Michoacán, el primer despliegue a gran escala de tropas federales contra los carteles de la droga. Al final de su administración, el número oficial de muertes relacionadas con la guerra contra las drogas fue de al menos 60,000. La tasa de homicidios se disparó durante su presidencia paralelamente a la de la ignición de la guerra contra las drogas, y la tasa de homicidios alcanzó su punto máximo en 2010 y disminuyó durante los últimos dos años de su mandato. Su política de seguridad estuvo marcada por la presencia de los carteles en los más altos mandos de su gobierno, notablemente, a través del Secretario de Seguridad Pública Genaro García Luna.
Su administración también estuvo marcada por la Gran Recesión, que resultó en una caída de 4.7% en el producto interno bruto en 2009. Una recuperación económica del año siguiente dio lugar a un crecimiento del 5.11%. En 2007, Calderón estableció ProMéxico, un fondo de fideicomiso público que promueve los intereses de México en el comercio internacional y la inversión. El total de la inversión extranjera directa durante la presidencia de Calderón fue de $ 70,494 millones de dólares. Como resultado del paquete anticíclico aprobado en 2009 para abordar los efectos de la recesión mundial, la deuda nacional aumentó del 22,2% al 35% del PIB en diciembre de 2012. La tasa de pobreza aumentó de 43 a 46%.
Otros eventos importantes durante la presidencia de Calderón incluyen la aprobación en 2008 de las reformas de la justicia penal (implementadas en su totalidad en 2016), la pandemia de gripe de 2009, el establecimiento en 2010 de la Agencia Espacial Mexicana, la fundación en 2011 de la Alianza del Pacífico y el logro de la atención médica universal a través del Seguro Popular (aprobado por la administración de Fox) en 2012. Bajo la administración de Calderón se crearon dieciséis nuevas Áreas Naturales Protegidas. Comenzó una beca de un año en la Escuela de Gobierno John F. Kennedy en enero de 2013 y regresó a México una vez finalizada esta.
Después de haber renunciado a Acción Nacional a finales de 2018, decicidió crear su nueva agrupación política, llamada México Libre, junto con su esposa, Margarita Zavala.

## Biografía
Calderón nació en Morelia, Michoacán, el 18 de agosto de 1962; hijo de Luis Calderón Vega y Carmen Hinojosa Calderón. Tiene 4 hermanos: Luisa María (senadora de la República), Luis Gabriel (médico), Juan Luis (diputado federal LV Legislatura) y María del Carmen.
Fue en el Partido Acción Nacional donde Calderón conoció a su esposa, Margarita Zavala. Tiene tres hijos, María, Luis Felipe y Juan Pablo. Antes de ser presidente de México, vivió en la Colonia Las Águilas, al sur de la Ciudad de México, donde vive actualmente.
Calderón es abogado egresado de la Escuela Libre de Derecho (1987). Obtuvo la maestría en economía en el Instituto Tecnológico Autónomo de México (ITAM), así como la maestría en administración pública (MPA) por la Escuela de Gobierno John F. Kennedy de la Universidad de Harvard en los Estados Unidos.

### Trayectoria política como militante del PAN

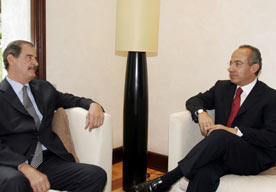
Con el expresidente Vicente Fox Quesada.

Fue secretario Nacional de Acción Juvenil, secretario de Estudios y secretario General del Partido Acción Nacional. Entre 1996 y 1999 fue presidente del Comité Ejecutivo Nacional, órgano ejecutivo del PAN. Durante su gestión, su partido ganó las gubernaturas de Nuevo León, Querétaro y Aguascalientes, así como 14 capitales de estado, entre ellas Monterrey.
Fue representante por mayoría en la Asamblea del Distrito Federal y diputado federal por representación proporcional (diputado de partido o plurinominal) en dos ocasiones.
En 1987, Calderón fue secretario de Estudios del Comité Ejecutivo Nacional (CEN) del PAN, el cual presidía Luis H. Álvarez.
En 1988, a los 26 años de edad, contendió por su partido como candidato a representante de la Asamblea de Representantes del Distrito Federal y ganó una curul de mayoría relativa por el XXXIX distrito electoral local en la I Asamblea. Hasta antes de su victoria en las elecciones presidenciales esta había sido la única vez que había triunfado en una votación para un cargo de elección popular, ya que, hasta ese entonces, solo había sido candidato por representación proporcional (diputado de partido). Al término de su periodo como representante, fue diputado federal de 1991 a 1994, tiempo durante el cual ocupó la Secretaría de la Comisión de Comercio de la Cámara de Diputados y participó en las negociaciones del Tratado de Libre Comercio de América del Norte.
- En 1993, poco antes de concluir su período como diputado Federal, fue elegido secretario general de su partido, cuando Carlos Castillo Peraza era el presidente del Comité Ejecutivo Nacional (CEN). Durante ese periodo, Calderón Hinojosa también fue representante del PAN ante el Consejo General del Instituto Federal Electoral (IFE), cargo que dejó en 1995.
- Tras concluir su periodo como legislador federal se postuló en 1995 como candidato a gobernador de Michoacán, su estado natal, entidad donde el panismo aún no contaba con una presencia electoral importante. No obtuvo el cargo, pero aumentó la votación a favor de su partido (25%) en las elecciones.
- Posteriormente fue elegido presidente del Comité Ejecutivo Nacional (CEN) de su partido para el periodo 1996-1999.
- Fue coordinador de la fracción parlamentaria del PAN en la Cámara de Diputados durante la LVIII legislatura.
- En el año 2003 se incorporó al banco estatal Banobras y posteriormente al gabinete del presidente Vicente Fox Quesada como Secretario de Energía, cargo del que renunciaría poco tiempo después, luego de supuestas presiones del presidente cuando se auto-postuló para la candidatura a la Presidencia de la República por su partido.

Entre sus participaciones en organismos de política internacional, se cuenta su participación en el grupo “Líderes Mundiales del Futuro” del Foro Mundial, del cual es miembro desde 1997, así como en la Internacional Demócrata Cristiana (IDC), de la cual es vicepresidente desde 1998. Es miembro del Club de Madrid.

## Candidato a la presidencia

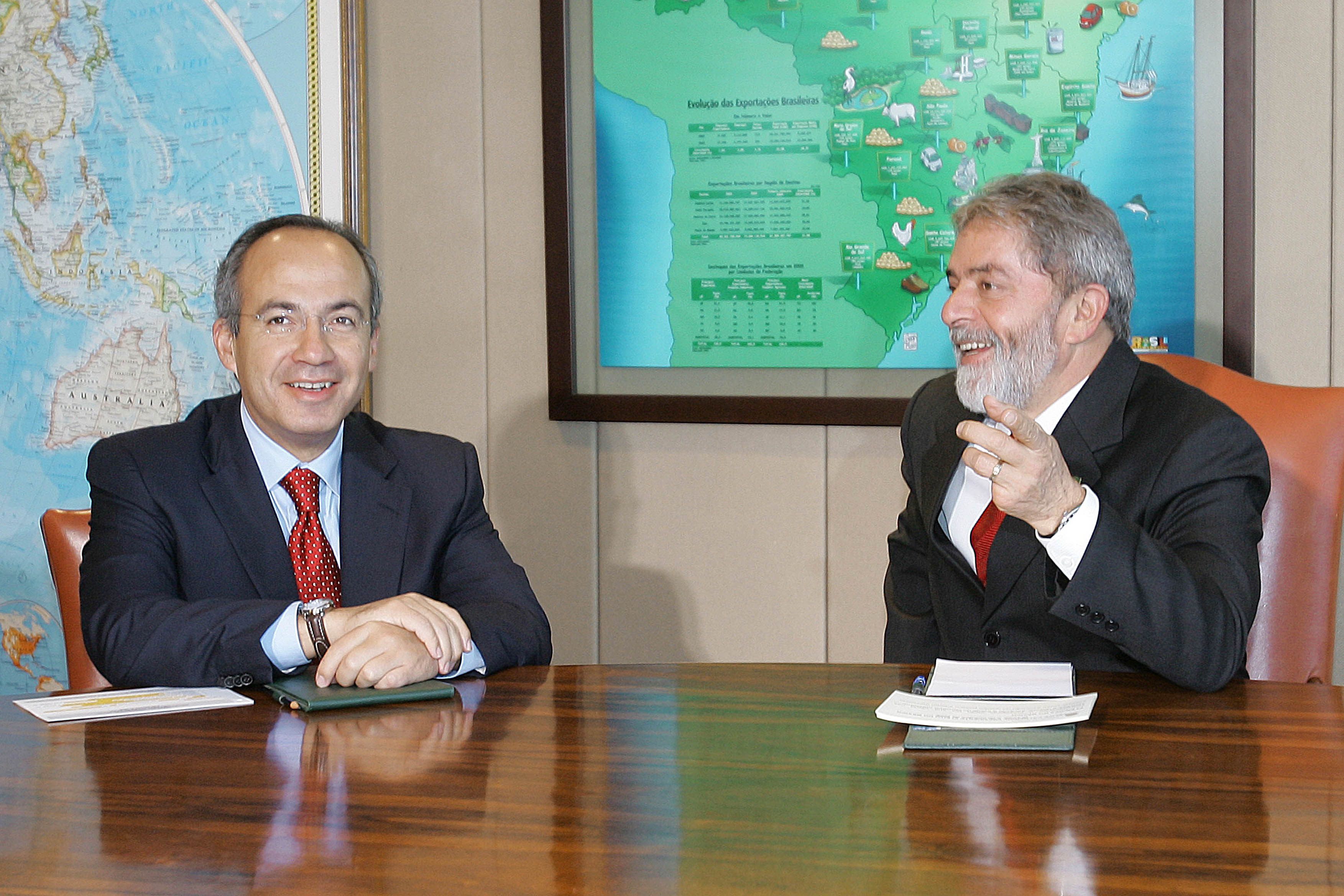
Felipe Calderón Hinojosa y Luiz Inácio Lula da Silva.

Calderón fue elegido candidato del Partido Acción Nacional en una elección interna a finales de 2005. En ellas derrotó al exsecretario de Gobernación, Santiago Creel (presunto candidato favorito del entonces Presidente Vicente Fox Quesada), y al exgobernador de Jalisco, Alberto Cárdenas Jiménez, con un muy amplio margen.
Calderón aceptó la nominación de su partido el 4 de diciembre de 2005, y comenzó oficialmente su campaña en enero de 2006.

### Campaña proselitista
En el período previo a las elecciones presidenciales de 2006, Calderón rompió el acuerdo entre los partidos políticos de no promocionar a los candidatos presidenciales durante las fiestas de fin de año (2005); así, durante la Tregua navideña decretada por el Instituto Federal Electoral mexicano (IFE), Calderón efectuó actos públicos y envió mensajes navideños, al menos en dos ocasiones, antes de que comenzaran formalmente las campañas a la Presidencia.
La campaña de Calderón avanzó de manera considerable tras el primer debate presidencial, en el que no participó el representante de la izquierda Andrés Manuel López Obrador, quien hasta ese momento había sido el claro favorito en todas las encuestas. Subsiguientemente en las encuestas de opinión, Calderón avanzó hasta superar ligeramente según algunas encuestas a López Obrador, entre marzo y mayo del 2006.

### Visión política
De visión conservadora, acorde a su filiación partidista, Calderón se opone a la despenalización del aborto, a la eutanasia, y al matrimonio homosexual. Además propuso, entre otras cosas, policías fiscales, mejoramiento de la recaudación y un amplio programa de empleo, siendo ésta su principal bandera.

### Promesas de campaña
La principal promesa de campaña fue la creación de más y mejores trabajos, razón por la que se autonombró “El presidente del empleo”.

### Críticas y controversias
Las críticas en su mayoría vinieron de su opositor, Andrés Manuel López Obrador, la coalición que le postulaba y editorialistas de la oposición. Su actuación como Director del banco estatal Banobras, su participación en el rescate bancario (Fobaproa), así como la relación de la empresa de su cuñado Diego Hildebrando Zavala con el gobierno federal, se constituyeron en las críticas más fuertes a su candidatura.

#### Campaña negra
En una entrevista con Denise Maerker, Calderón aceptó que estuvo de acuerdo en la campaña negativa que su partido realizó en contra de Andrés Manuel López Obrador. Opinó que es válido y legítimo que un partido piense que la alternativa contra la que compite es un peligro para México.

#### Fobaproa
El Fobaproa ha sido uno de los mayores escándalos desde la crisis económica que vivió el país en 1994.
Durante la campaña presidencial de 2006, el PRD acusó a Calderón de “ser cómplice” del Fobaproa, asegurando que las acciones del mismo fueron orquestadas por Calderón. Sin embargo, la ejecución del Fobaproa fue hecha por el Poder Ejecutivo, en ese entonces encabezado por el presidente Ernesto Zedillo, del PRI, mientras que Calderón participó desde el Poder Legislativo con una propuesta alterna.

#### Hildebrando
En el debate presidencial del 6 de junio de 2006, el candidato presidencial Andrés Manuel López Obrador acusó a Calderón de tráfico de influencias, al haber concedido contratos en PEMEX durante su periodo de ocho meses como secretario de Energía a la compañía de software Hildebrando, que es administrada por Diego Hildebrando Zavala, quien es su cuñado. López Obrador también acusó a la compañía de evasión fiscal. Calderón rechazó esa acusación durante el mismo debate. Diego Zavala negó las acusaciones al principio y había dicho que demandaría a López Obrador por difamación, presentando su denuncia ante la PGR por presunto daño moral.
Calderón decidió pasar a una suerte de ofensiva mediática que Diego Hildebrando puso en solfa cuando reconoció que cuando Calderón fue secretario de Energía, en 2003, le otorgaron un contrato de Pemex por valor de ocho millones de pesos. No obstante, en el portal Compranet, perteneciente a la Secretaría de la Función Pública, se podía tener acceso a información sobre los contratos otorgados a las empresas que, según indicaban, eran 11.
La campaña electoral terminó dos semanas antes de la elección, y los últimos estudios de opinión mostraban una cerrada carrera entre Felipe Calderón Hinojosa y Andrés Manuel López Obrador, quienes aparecían con porcentajes tan cercanos que prácticamente ninguna encuesta establecía claramente el posible ganador (la diferencia entre ambos candidatos caía en el margen de error).

#### El 2 de julio y el ambiente postelectoral
El 2 de julio, al concluir la elección, Calderón se proclamó vencedor conforme a los resultados que hasta ese entonces arrojaba el IFE y algunas encuestas de salida. El 6 de julio, luego de un conteo que incluyó la totalidad de las actas seccionales en cada distrito electoral, el fallo del IFE determinó que el candidato con mayor número de votos fue Felipe Calderón Hinojosa. Pero el candidato del PRD, Andrés Manuel López Obrador declaró que se había producido un fraude electoral y exigió el recuento de los votos, movilizando en la Ciudad de México a millones de manifestantes en su apoyo, bloqueando los accesos a la avenida Paseo de la Reforma (una de las más importantes de la ciudad) y al centro de la ciudad por más de un mes.
Este resultado fue turnado al Tribunal Electoral del Poder Judicial de la Federación, que resolvió las impugnaciones presentadas y el 5 de septiembre de 2006 validó las elecciones, declarando así a Felipe Calderón como presidente electo de México. El 7 de septiembre fue emitido el Bando Solemne por parte de la Cámara de Diputados con el que se anunció que Felipe Calderón era nombrado presidente electo.

## Presidente de México
Su primer acto como presidente fue el nombramiento de los secretarios de Gobernación, Defensa nacional, Seguridad Pública y Marina. El 1 de diciembre a la medianoche, habiéndolo anunciado pocas horas antes, se llevó a cabo una inusitada “ceremonia de transferencia de poderes” ante las cámaras de televisión y en cadena nacional, asistiendo además el presidente saliente Vicente Fox, y los gabinetes entrante y saliente. Posteriormente, a las 9:45 horas, tras una tormentosa sesión en el Congreso y luego de ríspidas negociaciones entre las bancadas panistas y perredistas, Felipe Calderón y Vicente Fox entraron a la fuerza al Palacio Legislativo de San Lázaro en medio de un ambiente crispado para así llevar a cabo la toma de protesta que establece la Constitución.
A las 9:50 horas del 1 de diciembre del 2006, tras fuertes medidas de seguridad y con Diputados del PAN sobre la Tribuna, y en medio de protestas y pitidos de silbatos de parte de Diputados de la Bancada del PRD, en el Palacio Legislativo de San Lázaro, Felipe Calderón, entrando a la fuerza por puerta trasera del recinto, tomó protesta del cargo de presidente de los Estados Unidos Mexicanos en medio de una sonora pitada, jurando cumplir y hacer cumplir la Constitución y las leyes que de ella emanan, en un texto pronunciado conforme lo marca la propia Carta Magna; donde tuvo que ponerse la banda presidencial en medio de un dispositivo militar y policial, y no en una ceremonia republicana, como dicta la constitución.
Posteriormente a ello, luego de una ceremonia en el Auditorio Nacional, donde habría de pronunciar su primer discurso oficial, en el Campo Marte, el presidente pasó revista al Ejército, Marina y Fuerza Aérea, como Jefe Supremo de las fuerzas armadas.

### Estado de Derecho y Seguridad pública

#### Cuerpos policíacos
Reformó los cuerpos policíacos del país, transformando la Policía Federal, pasando de un estado de fuerza de 6 mil elementos en 2006 a 36 mil en 2012, entre los cuales, más de 7 mil jóvenes de formación profesional universitaria.Igualmente se llevaron a cabo los procesos de certificación de los policías, sin embargo para julio del 2012 únicamente se habían evaluado el 45% de elementos policiales. implementando lo que llamó “Programas y Estrategias Nacionales de Seguridad”, como el proyecto “Plataforma México” que, entre otras cosas, contempla la existencia y puesta en marcha de un Sistema Único Criminal en todo el país. Otro de los programas de seguridad es “Limpiemos México”, que está en tres fases: Zona en Recuperación, Escuela Segura y Centro de Atención Primaria de Adicciones y Salud Mental.

#### Reforma penal
Además propuso una serie de Reformas en materia Penal, como lo fue la Ley General para Prevenir y Sancionar los Delitos en Materia de Secuestro, la Ley de Extinción de Dominio, la Reforma Constitucional en materia de Justicia Penal y Seguridad Pública, lo que conllevó esto último a poner en marcha el “Nuevo Sistema de Justicia Penal”, a través del programa de capacitación “Proyecto Diamante”, que buscó capacitar a profesionales en derecho en el sistema de juicios orales acusatorios. Igualmente, se continuó con la Iniciativa Mérida, recibiendo recursos del gobierno estadounidense entre 2007 y 2012, que ascendió a la cantidad de 1,911 millones de dólares, adquiriéndose con dichos recursos, helicópteros, aviones, laboratorios de balística, equipos poligráficos, entrenamiento y capacitación de elementos policiales y ministeriales.

#### Fuerzas armadas
En materia militar, Felipe Calderón apareció frecuentemente junto con el Ejército, en una de esas ocasiones con atuendos semimilitares. Al inicio de su Gobierno ha hecho una propuesta por la cual se aumentó sustancialmente el salario de los militares mexicanos. Logrando inclusive, se redujera en más del 50% los índices de deserción, así como capacitado a los miembros de los institutos armados (Ejército, Fuerza Aérea y Fuerza Naval) en un 99%.

### Economía

#### Pobreza en México
Según el informe oficial anual; “Informe de Evaluación de la Política de Desarrollo Social 2012”, del Consejo Nacional de Evaluación de la Política de Desarrollo Social (Coneval), presentado el 15 de septiembre de 2012, durante el sexenio de Felipe Calderón Hinojosa se incrementó la pobreza en México, pues según las cifras oficiales que se detallan en este informe a partir del año 2008, la población mexicana que se encontraba en una situación de pobreza era equivalente al 44.5 por ciento de la población nacional; mientras que para 2010, aumentó a 46.2 por ciento, esto es considerando que en el 2008 había 48 millones 838 mil mexicanos en esta situación; y dos años después estaban en esta circunstancia, 51 millones 993 mil, personas, esto es, tres millones 155 mil personas más a las filas de los grupos poblacionales bajo esta situación socioeconómica.
En el rubro de la "pobreza medida únicamente por ingresos" —que fue la medición oficial hasta 2008— en el sexenio de Felipe Calderón Hinojosa, se sumó a 15.9 millones de mexicanos a la pobreza, ya que según datos oficiales, en el año 2006 había 45.5 millones de personas en situación de pobreza, medida en este rubro, y para 2012 se llegó a 61.4 millones, esto es, 52.3 por ciento de la población, reportó el Consejo Nacional de Evaluación de la Política de Desarrollo Social (Coneval). En el aspecto de la medida de la "pobreza de capacidades", que incluye a: "la población que no puede acceder a alimentación, salud y educación suficientes, aunque utilizara todos sus ingresos para estos bienes", hay 32.9 millones de mexicanos, 10.8 millones más que en 2006, cuando eran 22.1 millones de personas calificadas bajo el umbral de la pobreza en este aspecto. En el campo de la "pobreza patrimonial", donde se ubica a; "las personas que no pueden cubrir sus requerimientos básicos de vivienda, calzado, salud, transporte público, alimentación y educación, aunque destinaran todos sus ingresos para ello", entre 2010 y 2012 se dio un aumento de 2.9 millones de personas, para llegar en 2012 a 61.4 millones, esto es, más de la mitad de la población mexicana.
En el mismo sentido, José Luis de la Cruz, director del Centro de Investigación en Economía y Negocios del Tecnológico de Monterrey, al presentar el "Informe de Perspectivas Económicas 2013 “La Cruzada Nacional contra el Hambre: ¿Reformar o reemplazar el modelo económico?” ", detalló que; "uno de cada cuatro mexicanos engrosó la lista de la pobreza por ingresos durante la administración del expresidente Felipe Calderón", así mismo señaló que en su estudio: "el número de pobres por ingreso, es decir, que su salario apenas les alcanza para subsistir, pasó de 45 millones en 2006 a 61 millones en 2012".

#### Deuda externa de México durante su mandato
Según la información oficial, al cierre del año 2006 la deuda externa total de México se encontraba en 117 506 000 000 de dólares, mientras que a junio del año 2011 el monto total de la deuda había ascendido a 225 935 000 000 de dólares, lo que representa un incremento del 92 %.

#### Crecimiento del PIB
Durante la administración del 2006-2012, el país, padeció la recesión económica del 2008 y la crisis mundial del 2009, arrojando las siguientes cifras económicas.

#### Gasto público
En materia económica, al comienzo de sexenio, Calderón aplicó un decreto de austeridad en el cual se reducía el sueldo y el de sus secretarios de Estado en un 10 por ciento, lo cual, en términos reales, equivale a $4 mil 799 menos que Vicente Fox a la quincena.
También se ha dado una reforma a la Ley del ISSSTE, por la cual se individualiza las cuentas de los trabajadores del Estado; esta reforma se dio en menos de una semana. Con esta Ley negociada con el Gobierno, el Partido Revolucionario Institucional (PRI), el Partido Acción Nacional (PAN), el SNTE y la FSTSE. Esta no solo individualiza las cuentas, además crea un organismo dirigido por el ISSSTE. Quienes la apoyan han mencionado que evitará futuros problemas económicos mientras que los críticos impugnan no solo el método con que se aprobó, también un supuesto golpe al ahorro del trabajador.
Por otra parte, los programas y acciones orientados para superar la pobreza ascendieron a 317 mil millones de pesos, lo que representó un 60.4% respecto al 2007.
En 2012, el gobierno de Felipe Calderón gastó en publicidad 6 mil 860 millones de pesos.

#### Blindaje Económico
Se acumularon reservas internacionales hasta por 159.8 mil millones de dólares, así como una Línea de Crédito Flexible contratada desde enero del 2011 con el Fondo Monetario Internacional hasta por 73 mil millones de dólares.

#### Ampliación de los ingresos tributarios
Se sustituyó el Impuesto al Activo IMPAC, con el Impuesto Empresarial a tasa única IETU, así como el Impuesto a los Depósitos en Efectivo IDE. así también se amplió la base de contribuyentes, la cual pasó de 23.9 millones en el 2007 a 37.5 millones de 2012.

#### Empleo
En su campaña electoral, se ofertó como ser el “presidente del Empleo”, por lo que comenzó con los proyectos de Primer Empleo, eliminando las cuotas de los empresarios al IMSS durante un año cuando estos contratasen nuevo personal que no tuviese experiencia laboral previa y por lo tanto, tampoco registro en el IMSS.
Asimismo en su último informe de gobierno, manifestó que se habían creado 2.240.000 empleos, reporte proporcionado respecto al número de afiliados al Instituto Mexicano del Seguro Social.
Sin embargo, pese a estas políticas de promoción del empleo, terminó su administración con una tasa de desocupación de 5 puntos, 1,4 más que los 3,6 de la administración de Vicente Fox. Dejando por lo tanto, la cantidad de 876.000 desempleados.
Asimismo, finalizando su administración, promovió una iniciativa de ley preferente, para reformar diversos preceptos normativos de la Ley Federal del Trabajo, lo anterior con el objeto de “flexibilizar” el mercado de trabajo.

#### Infraestructura Energética

##### Infraestructura Petrolera
La inversión pública en la industria petrolera - Petróleos Mexicanos - ascendió a 1 billón 569.1 mil millones de pesos, 63.3% en comparación con la inversión efectuada en la administración anterior.

##### Infraestructura Eléctrica
Se promovió la diversificación de fuentes limpias de energía, como lo fue el Proyecto Integral Manzanillo, las Centrales Eólicas Oaxaca I, II, III y IV (406 megavatios) y las Centrales Hidroeléctricas La Yesca y El Cajón (750 megavatios cada una); incrementándose la cobertura nacional del servicio eléctrico del 96% al 97.8% para el 2012.

#### Crisis económica
Debido a una crisis alimentaria mundial desde diciembre de 2006 y hasta el 15 de septiembre de 2011, el precio promedio de la canasta básica se elevó en 34,17 por ciento, mientras el costo promedio de los alimentos considerados en ese universo repuntó un 36,01 por ciento, 7,5 veces el aumento a los salarios concedido a los trabajadores en enero de 2007, según estableció una medición de la Procuraduría Federal del Consumidor y de la Secretaría de Economía.
El precio de los 43 productos que integran la canasta básica de consumo ha superado al repunte de la inflación general, que oficialmente es de 4,2 por ciento anual, con excepción del de la cebolla, que ha disminuido.
Esto ha ocurrido en un entorno en que el costo de la gasolina se ha elevado, de diciembre de 2006 a 2009, en un promedio de 3,5 por ciento mensual para las gasolinas Magna y Estándar que ofrece Petróleos Mexicanos: Magna y Premium, según datos de la propia empresa.
Una crisis se dio en cuanto al precio del maíz y de la tortilla a un mes de comenzada la nueva gestión del gobierno, en donde los precios de la tortilla llegaron a duplicarse (de 5,25 a 10,5 pesos por kg). Entre las razones de este fenómeno se mencionan dos, un aumento de los precios del maíz para producción de bioetanol y el acaparamiento del grano por empresarios del maíz. La intervención de la Presidencia se dio a través de los secretarios de Economía, Agricultura y el director de la Procuraduría Federal del Consumidor (Profeco); Eduardo Sojo, Alberto Cárdenas Jiménez y Antonio Morales de la Peña, respectivamente. Esta intervención fue criticada por haber sido una reacción tardía, aunque desembocó en el Pacto Económico para la Estabilización de la Tortilla. Por este acuerdo, el precio del alimento básico se estabilizó —en los establecimientos adherentes al pacto—; el precio de la tortilla lo hizo en 8,50 pesos mexicanos, contra los 6,00 o 7,00 pesos que costaba antes de la crisis. Las críticas continuaron porque se dice que el precio pactado era todavía muy alto.
El 8 de diciembre de 2008, el gobierno de México reconoció que la economía de este país había sido afectada por los efectos de la crisis internacional, que se había recrudecido particularmente entre septiembre y octubre de 2009. Un mes antes, el Instituto Mexicano del Seguro Social (IMSS) reportó la pérdida de 51 mil 262 empleos formales —es decir, registrados ante este instituto—, que llegarían a ser de 5,17% de la población económicamente activa (PEA) en junio de 2009. En el marco de esta crisis generalizada de la economía mexicana, hasta el 1 de agosto de 2009 se habían perdido 596 mil 200 plazas laborales desde junio de 2008, mientras que el producto interno bruto (PIB) nacional registró una contracción de 10,4% en el mismo período.

### Igualdad de Oportunidades

#### Programa de Desarrollo Humano Oportunidades y Programa de Apoyo Alimentario
El “Programa Oportunidades” implementado para apoyar económicamente a las familias en situación de pobreza y mejorar sus niveles de nutrición, educación y salud. El monto promedio mensual de los apoyos que reciben aumentó de 529 pesos en el 2007 a 830 pesos en el 2012. Así también en el 2008 se creó el “Programa de Apoyo Alimentario”, para complementar el gasto de alimentos en familias en situación de pobreza. Ambos programas benefician a 6 millones 500 mil familias en todo el país. (En el 2006 eran 5 millones 100 mil).

#### Piso Firme
Se cambiaron más de 2 millones 550 mil pisos de tierra por pisos de concreto en todo el país, superando la meta sexenal de 2 millones 450 mil.

#### Ésta es tu Casa
Se otorgó más de 1 millón 40 mil apoyos en subsidio a trabajadores que ganan menos de cuatro salarios mínimos, a fin de que pudieran acceder a un crédito para la vivienda.

#### 70 y Más
Se pensionó con apoyo de 500 pesos mensuales, además de recibir orientación social, atención médica y medicamentos, a las personas mayores de 70 años.

#### Salud
En materia de salud, se propuso un nuevo programa de Seguro Universal para recién nacidos, quienes podrán contar, desde el momento de la implementación de este programa, con un seguro de vida, además de la reimplementación del programa de la caravanas de Salud. En julio del 2012, se logró la afiliación de 52 millones 700 mil personas.
Hubo una polémica por las declaraciones del secretario de Salud, José Ángel Córdova Villalobos, sobre la modificación de las estrategias sobre VIH/sida, entre ellas, enfocar en la fidelidad como eje de prevención de este problema. Posteriormente, el mismo presidente Calderón apoyó la política de distribución del condón para combatir al VIH/sida.

#### Educación
Se construyeron 1,100 nuevos planteles de educación media superior y 140 niveles de educación superior y 96 campus de aquellas ya existentes, en beneficio más de 147 mil alumnos. Así también se promovió la Educación Abierta y a Distancia, dando cobertura a 1 millón de estudiantes de los niveles medio superior y superior.
Se impulsaron las becas educativas, otorgándose 38 millones de becas a alumnos de todos los niveles educativos. 1 millón de becas para la educación media superior y superior.
Una de las materias más polémicas ha sido la educación, entre algunos temas, entre ellos un recorte amplio a la Educación a principios de la discusión del presupuesto, siendo la UNAM una de las mayores afectadas. La Unesco, la OCDE, el Banco Mundial, el Conacyt, el SNTE, la UNAM y la mayoría de los partidos políticos lo criticaron pero, posteriormente, Calderón y su Gobierno rectificarían revirtiendo el recorte.
Otra controversia fue la designación de Fernando González Sánchez como subsecretario de Educación Básica de la Secretaría de Educación, siendo que el mismo es yerno de Elba Esther Gordillo, líder del Sindicato Nacional de Trabajadores de la Educación, cuestión por la que recibió críticas.

#### Estancias Infantiles
Se crearon más de 9,500 estancias infantiles, bajo el modelo de subrogación por el Instituto Mexicano del Seguro Social, aprobado por Felipe Calderón y su esposa Margarita Zavala. Oficialmente se beneficiaron con ello a 267 mil mujeres trabajadoras. Por tal motivo, en junio del 2012, la Organización de las Naciones Unidas entregó reconocimiento en la categoría de Promoción de Enfoque de Género en la Prestación de Servicios Públicos. Sin embargo, el 5 de junio de 2009 se incendió la Guardería ABC en Hermosillo, Sonora, México.

#### Incendio de la Guardería ABC
El 5 de junio de 2009 se incendió la Guardería ABC en Hermosillo, Sonora, México. En el incendio fallecieron 49 niños y niñas y 76 resultaron heridos, todos los infantes con edades entre cinco meses y cinco años de edad. Ningún funcionario de alto nivel asumió la responsabilidad de esta tragedia, sin embargo, parientes de la Sra. Margarita Zavala, esposa de Felipe Calderón, estaban entre los dueños de la Guardería ABC.[cita requerida]

### Desarrollo Sustentable

#### Reforestación
Se estima que el programa ProArbol plantó más de 1,930 millones de árboles en 2 millones 187 mil hectáreas, que equivalen al doble de la superficie de Querétaro.

#### Pago de Servicios Ambientales
Las personas que viven en bosques y selvas reciben el apoyo económico a cambio de la conservación de los ecosistemas forestales.

#### Áreas Naturales Protegidas
Se decretó 25 millones 300 mil hectáreas, como Áreas Naturales Protegidas, lo que representa el 12.9% del territorio nacional.

#### Programa Luz Sustentable
Se realizó la distribución de 47 millones 200 mil lámparas ahorradoras para desincentivar el uso de focos incandescentes, generando ahorros de más de 2 mil 048 gigawatts-hora y evitando la emisión de más de 14 millones de toneladas de bióxido de carbono de atmósfera.

#### Programa Nacional de Sustitución de Equipos Electrodomésticos.
Se beneficiaron a familias de escasos recursos mediante apoyos directos y créditos accesibles, para que se reemplazaran refrigeradores y equipos de aire acondicionado obsoletos por otros más modernos y eficientes, reduciéndose significativamente el consumo de luz. Al día 15 de agosto del 2012 se sustituyeron poco más de 1 millón 780 mil refrigeradores y equipos de aire acondicionado.

#### Vivienda Sustentable
Se instituyó el Programa Hipoteca Verde del Infonavit, estableciéndose subsidios federales para paquetes básicos de viviendas con eco-tecnologías para el sustentable de agua y ahorro energético, otorgándose 874.000 hipotecas verdes.

### Democracia y Política Exterior

#### Reforma Política
En el año 2007 se efectuó la reforma electoral el cual renovó la totalidad de los integrantes del Consejo General del Instituto Federal Electoral, estableciendo limitantes para los partidos políticos y asociaciones civiles, para contratar espacios publicitarios en televisión y radio, en la propagación a favor o en contra de determinados candidatos o propuestas políticas. Asimismo en el 2012 entró en vigor, la reforma política que estableció las candidaturas independientes, la consulta popular, la iniciativa preferente, así como reglas para la suplencia de la presidencia.

#### Combate a la Corrupción
Ningún caso notable de corrupción, aun pese a los escándalos publicitarios en contra de los hijos de Martha Sahagún, esposa del expresidente Vicente Fox, así como los que en su momento, se imputaran al Secretario de Gobernación Juan Camilo Muriño.
Se aprobó la Ley Federal Anticorrupción en Contrataciones Públicas, que tiene como objeto establecer procedimientos y sanciones ejemplares a proveedores y contratistas del Gobierno Federal, así como a los poderes y órganos constitucionales que participen en actos de corrupción.
Así también se llevó a cabo la eliminación de trámites y servicios, suprimiéndose 2,841 trámites y servicios, simplificando la atención ciudadana, al eliminarse tareas y requisitos.

#### Transparencia Gubernamental
Se impulsó la reforma constitucional en materia de acceso a la información pública, en los tres poderes públicos y órdenes de gobierno.

#### Relaciones exteriores

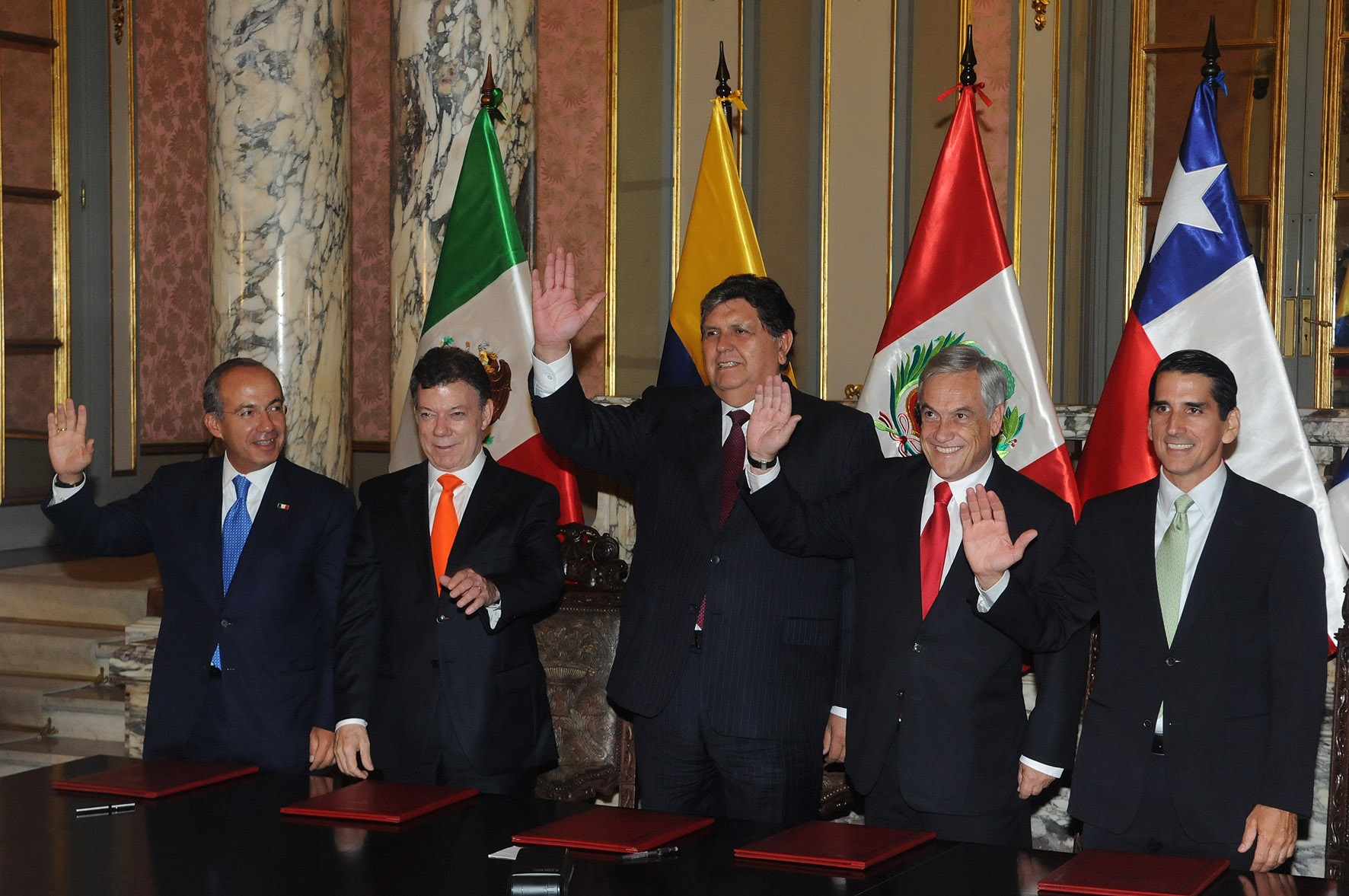
I Cumbre de la Alianza del Pacífico.

Luego de ser declarado presidente electo, Felipe Calderón realizó una gira por el continente americano, donde se entrevistó con presidentes como George W. Bush, de Estados Unidos y Luiz Inácio Lula da Silva, de Brasil.
Ya en el cargo de presidente, realizó una gira por Europa, entrevistándose con el presidente del gobierno español, José Luis Rodríguez Zapatero, y los primeros ministros de Gran Bretaña, Tony Blair, de Alemania, Angela Merkel y en la toma de posesión del presidente de Nicaragua, Daniel Ortega.
Los días 13 y 14 de marzo del 2007 recibió a Bush en la ciudad de Mérida, Yucatán.
En junio de 2007 empezó una gira por Europa, reuniéndose con el papa Benedicto XVI, con el primer ministro italiano Romano Prodi y con el ministro de Justicia italiana, todo esto en Roma. Posteriormente se dirigió a Milán y después a París, donde se reunió con el presidente Nicolas Sarkozy. También asistió a la Cumbre de los G-8 en Alemania como parte del diálogo ampliado con el G-5 (países emergentes: México, Brasil, India, Sudáfrica y China).
En 2008 ha participado en la Cumbre de los Líderes de América del Norte en Montebello, Canadá; sosteniendo una reunión trilateral con el primer ministro Canadiense, Stephen Harper y el presidente de Estados Unidos, George W. Bush, así como reuniones bilaterales con cada uno de ellos.
|  |  |  |

A la izquierda, Felipe Calderón con el expresidente estadounidense Barack Obama, al centro en una reunión con la expresidenta argentina Cristina Fernández en la Casa Rosada
y a la derecha con el expresidente brasileño Luiz Inácio Lula da Silva.

En 2009 asiste a una reunión de jefes de Estado, en la Ciudad de Managua, Nicaragua, donde se trataron asuntos relacionados con la deposición del presidente hondureño Manuel Zelaya.
Durante su administración, México fue le primer país latinoamericano, y el segundo en desarrollo, en presidir el “G-20”, que reunió a las 20 mayores economías del planeta, llevándose la reunión en la Ciudad de Los Cabos, anunciándose en dicho evento, la participación mexicana en las negociaciones del Acuerdo de Asociación Transpacífico, que abriría oportunidades al comercio exterior.

#### Reforma inmigratoria
Felipe Calderón hizo de la reforma migratoria una de sus principales prioridades, y en 2008 él y el Congreso mexicano aprobaron un proyecto de ley que despenaliza la inmigración indocumentada a México. Expresó su esperanza de que se haga algo para aclarar el estado de los inmigrantes mexicanos indocumentados en los Estados Unidos.
Antes de reunirse con el presidente Bush en marzo de 2007, Calderón expresó abiertamente su desaprobación de construir un muro entre las dos naciones. Después de que el Senado de los Estados Unidos rechazó el proyecto de ley de inmigración integral, el presidenteCalderón calificó la decisión de "error grave".

#### Liderazgo Internacional en Medio ambiente
Durante su participación en la Conferencia del Cambio Climático de Copenhague en diciembre del 2009, Felipe Calderón recibió el Premio de la Organización Global de Legisladores por su liderazgo en la protección del medio ambiente; dicho premio fue entregado por el primer ministro del Reino Unido Gordon Brown.
Así también se impulsaron los Acuerdos de Cancún en el que se promovió los trabajos para la operación del Fondo Verde, un mecanismo internacional contra el cambio climático propuesto por México en la COP 16.
México se convirtió en el primer país en desarrollar una legislación en materia de cambio climático.

### Reforma energética
A principios de 2008 envió al Congreso de la Unión una serie de iniciativas para reformar el sector energético, en específico de Petróleos Mexicanos; la iniciativa fue discutida en una serie de foros de expertos organizados por el Senado de México; la reforma fue modificada por los tres partidos políticos más importantes, PRI, PAN y PRD. La reforma fue aprobada a finales de septiembre del mismo año y el viernes 28 de noviembre fueron publicados en el Diario Oficial de la Federación los siete decretos que integran la Reforma Energética.

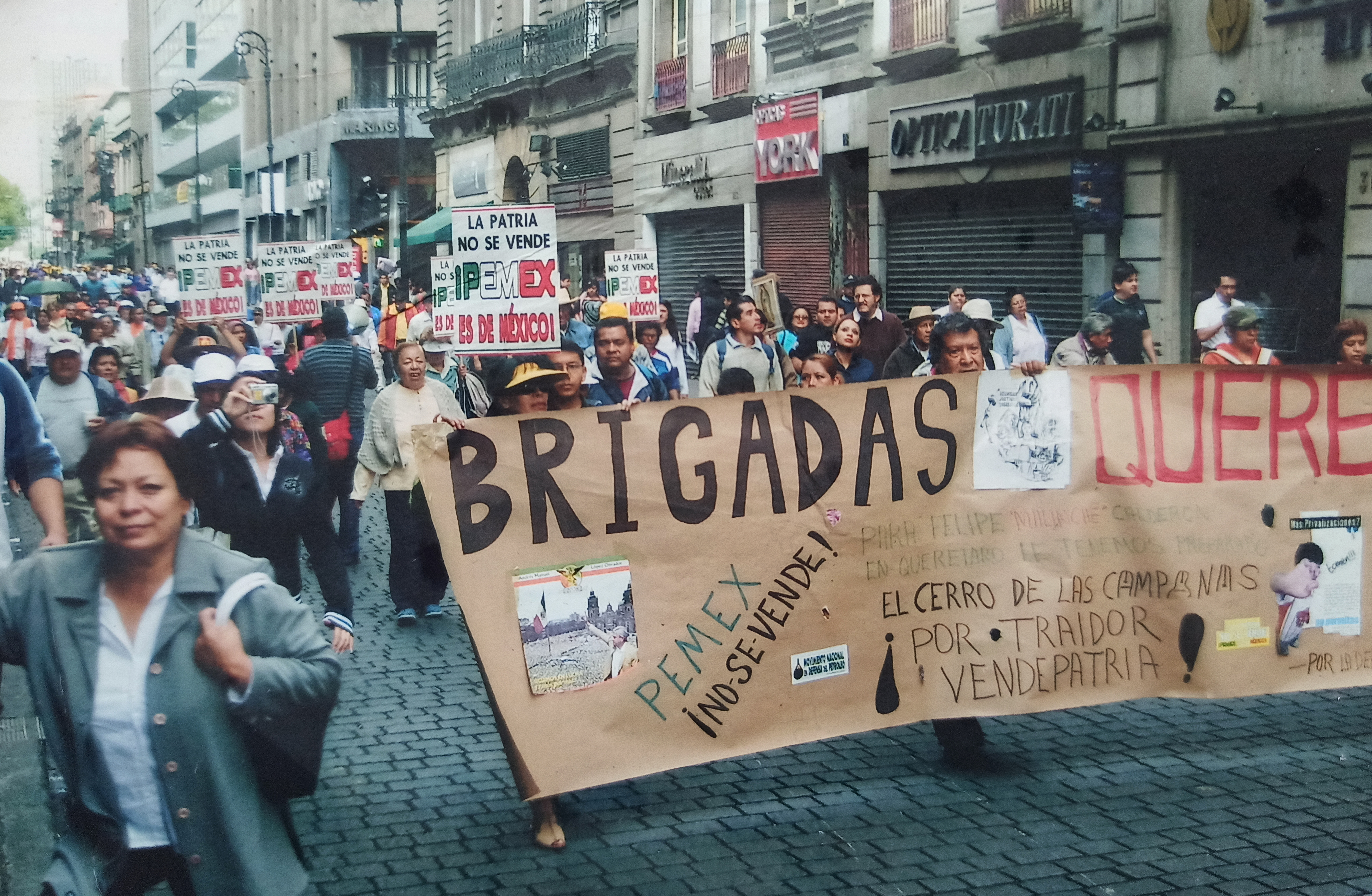
Protesta contra reforma energética de Felipe Calderón en Ciudad de México en el año 2008

### Reformas Constitucionales
Durante los primeros cinco años de su administración, se emitieron treinta decretos de reformas a la Constitución Política de los Estados Unidos Mexicanos.
Justo antes de terminar su mandato, el jueves 22 de noviembre de 2012, anunció una propuesta de decreto para cambiar el nombre del país de Estados Unidos Mexicanos a solamente México para enfatizar la identidad propia del país respecto de los Estados Unidos de América. Dicha propuesta no fue tomada como prioridad por el Congreso de la Unión.

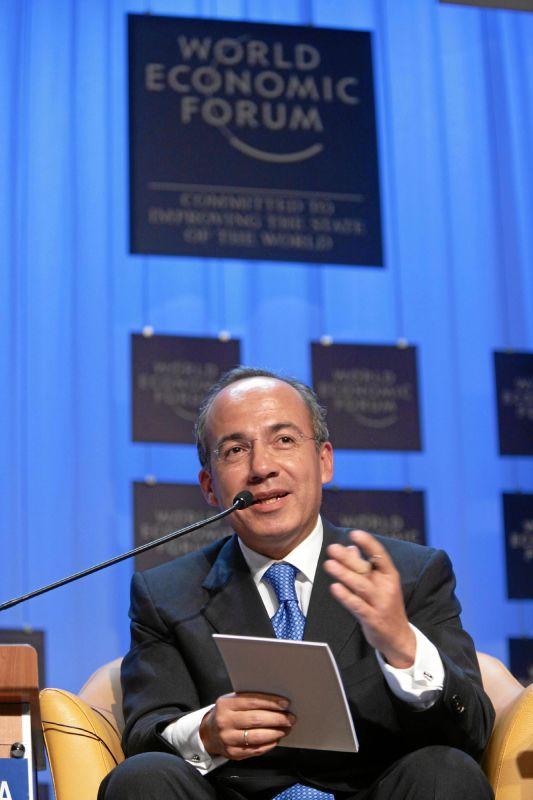
Calderón en el Foro Económico Mundial de 2007.

### Índices de aprobación
Según una encuesta realizada por Grupo Reforma realizada entre el 16 de febrero y el 18 de febrero de 2007, el índice de aprobación de Calderón fue del 58%. En esta encuesta, los mexicanos entrevistados le dieron al presidente Calderón y sus acciones una puntuación de 6.6 sobre 10. Es mejor calificado en sus acciones en temas relacionados con la salud y la reducción del tráfico de drogas (60% y 59% de aprobación respectivamente), y peor calificado en política nacional y exterior (33% de aprobación cada uno). Mientras que otra encuesta realizada por Ipsos-Bimsa muestra un cambio en el índice de aprobación de Calderón del 57% en noviembre de 2007. Para junio de 2008, el índice de aprobación de Calderón saltó a 64% antes de caer a 62% en septiembre del mismo año.
Según una encuesta realizada en marzo de 2010 por GEA-ISA, el 45% de los encuestados aprobó el desempeño de su presidente, siete puntos menos que en noviembre de 2009, con un 52%. 
La encuestadora Buendia & Laredo publicó una encuesta que muestra el índice de aprobación del presidente Calderón en un 54% el 9 de mayo de 2011. Casi un año después, el 27 de febrero de 2012, una encuesta realizada por El Universal mostró un índice de aprobación del 58% con solo un 11% de desaprobación, una disminución en la preocupación por la seguridad del 48% al 33% de los encuestados de seguridad como la principal preocupación que enfrenta el gobierno, el 42% dice cosas han mejorado en México desde la administración de Felipe Calderón, el 21% dijo que las cosas se habían mantenido igual, mientras que el 34% dijo que las cosas habían empeorado.
Ese mismo año, la encuesta del Grupo Reforma publicada entre el 22 de marzo y el 26 de marzo señaló que Calderón tenía una tasa de aprobación del 66% entre 1.515 personas. Mientras que Consulta Mitofsky publicó un estudio el 23 de agosto de 2012 que concluyó que después de 22 trimestres, la aprobación de Felipe Calderón se redujo a 46%.

### Controversias

#### Banobras
Calderón fue acusado de otorgarse a pocos meses de iniciar su gestión al frente del banco estatal Banobras un crédito, el cual fue pagado tras su obtención, de acuerdo con las palabras del presidente. Además, Felipe Calderón contaba realmente con la experiencia en administración bancaria requerida oficialmente para desempeñar el puesto de Director de Banobras.

#### Guerra contra el narcotráfico
La administración del presidente Calderón, concibió “insostenible” la criminalidad que existía en el país, debido al bloqueo de la ruta del Caribe de la cocaína sudamericana, lo que convirtió a México en la principal ruta de acceso a los Estados Unidos, así como también a la debilidad institucional impregnada de corrupción.
En razón a ello, se implementó la “Estrategia Nacional de Seguridad”, declarado la guerra contra el narcotráfico, involucrando al Ejército Mexicano en la lucha contra el narcotráfico, en operativos especiales en Michoacán, Tijuana, Nuevo León, Ciudad Juárez, Guerrero y Morelos donde los niveles de ejecuciones aumentaron. Efectuando importantes golpes a las organizaciones criminales, capturando o “abatiendo” (fallecido), 22 de los 37 criminales más buscados por la Procuraduría General de la República.

#### Crítica a la “guerra” contra el narcotráfico
Tras varios meses de lucha en la denominada guerra contra el narcotráfico, ante el aumento de la violencia y las denuncias de la CNDH de violaciones a los derechos humanos por parte del Ejército, la Comisión Permanente del Congreso de la Unión le pidió al presidente Calderón evitar el uso de las fuerzas armadas en la lucha contra el narcotráfico, ante lo que el presidente respondió que las fuerzas armadas seguirían en la lucha contra el mismo. Diversos analistas señalaron que la estrategia de sacar el ejército a las calles constituyó un gran fracaso ya que las muertes provocadas por la violencia subsiguiente estarían cerca de los 60 mil, e incluso 150 mil según algunas fuentes.
Las acciones en materia de seguridad pública conducidas por el Ejército han logrado resultados magros en la medida en que el número de ejecuciones del narcotráfico se ha incrementado en más de 10 por ciento en lo que va de la administración, a la vez que la población civil ha sufrido ataques por parte del Ejército que han dado como resultado un saldo de varios inocentes muertos y heridos.
Uno de los ataques a civiles ha sido la muerte de Ernestina Ascensión Rosario, natural de Soledad Atzompa, Veracruz, quien fue asesinada y violada presuntamente por miembros del Ejército. Calderón dijo estar pendiente del caso y declaró a los medios que no hubo una violación tumultuaria por militares, sino que la mujer falleció debido a una gastritis crónica mal atendida, declaraciones que hizo sin ofrecer prueba alguna.
Otro caso ha sido el de una familia asesinada en un retén militar; cinco miembros de dos familias, dos mujeres y tres niños, murieron durante una balacera registrada en un retén cerca de la comunidad La Joya de los Martínez, en el Municipio de Sinaloa.
En los primeros días de su gobierno, Felipe Calderón cumple su promesa de mano dura e inicia una serie de acciones en contra del llamado crimen organizado y el narcotráfico, en la que se moviliza a un número considerable de elementos militares, a quienes sube el sueldo y pide lealtad, hacia los focos de acción de dichos grupos dentro del país.
Sin embargo, se limita en su lucha contra la Impunidad y la Corrupción, según Transparencia Internacional. Además, Genaro García Luna, secretario de seguridad pública bajo Calderón, acabó enjuiciado en Estados Unidos acusado de contribuir al tráfico internacional de cocaína, aceptar sobornos y colaborar con cárteles de la droga mexicanos.

## Publicaciones
- — (2020). Decisiones difíciles. Debate; Penguin Random House Grupo Editorial. ISBN 6073176384. OCLC 1263235710.[109]

- — (2014). Los retos que enfrentamos. Debate; Penguin Random House Grupo Editorial. ISBN 607312631X. OCLC 960026143.

## Premios y condecoraciones

### Condecoraciones
A lo largo de su presidencia, Calderón ha sido galardonado con varios honores de naciones extranjeras.
- Orden del Quetzal, Collar, otorgado por el presidente de Guatemala, Álvaro Colom, en su visita de estado a México, el 27 de julio de 2011.
- Orden del Baño, Caballero de honor, Gran Cruz, otorgado por la reina Isabel II del Reino Unido en la visita del estado de Felipe Calderón al Reino Unido, 30 de marzo de 2009.
- Caballero de Gran Cruz con Collar de la Orden del Mérito Civil, otorgado por Juan Carlos I de España el 15 de noviembre de 2012.[110]
- Caballero de Gran Cruz con Collar de la Orden de Isabel la Católica, otorgado por Juan Carlos I de España en la visita de Estado de Felipe Calderón a España, 6 de junio de 2008.[111]
- Orden Nacional José Matías Delgado, Gran Cruz, otorgada por el Gobierno de El Salvador, 4 de marzo de 2008.
- Orden del Elefante, Caballero, otorgado por la reina Margarita II de Dinamarca en su visita de estado a México, 18 de febrero de 2008.[112]
- Orden de la Cruz del Sur, Gran Collar, otorgado por el Gobierno de Brasil, 7 de agosto de 2007.
- Orden al Mérito de Chile, Collar, otorgado por la presidenta de Chile Michelle Bachelet en su visita de estado a México (2007).
- Orden de Belice, otorgado por el entonces primer ministro de Belice, Said Musa en la visita de estado de Felipe Calderón a Belice.

### Premios
- Premio a la Excelencia en Liderazgo del Estado de la WEF, Foro Económico Mundial, enero de 2012[113][114]
- People Who Mattered por la revista Time, en 2010.[115]
- The World's 50 Most Influential Figures 2010 por la revista británica New Statesman, septiembre de 2010[116]
- Premios Bravo Business al Líder del Año, Latin Trade, octubre de 2009.[117]
- Leader of the Year, por la Latin Business Chronicle, 17 de diciembre de 2007.[118]
- Presidente Honorario de la Comisión Global de Economía y Clima.[119]